# ماگدالنا ووندرلیخ
ماگدالنا ووندرلیخ (آلمانی: Magdalena Wunderlich؛ زادهٔ ۱۶ مهٔ ۱۹۵۲) قایقران کانو اهل آلمان بود.